# Paul Pesthy
Paul Pesthy (Budapeste, 25 de março de 1938 - San Antonio, 25 de março de 1938) foi um pentatleta estadunidense medalhista olimpico. 

## Carreira
Paul Pesthy nascido na Hungria emigrou para os Estados Unidos, em 1958. Representou os EUA nos Jogos Olímpicos de 1964, 1968 e 1976, na qual conquistou a medalha de prata, por equipes em 1964. 